# Thecadactylus rapicauda
Thecadactylus rapicauda es una especie de lagarto que pertenece a la familia Phyllodactylidae. Es nativo de América Central (el sudeste de México, Belice, Guatemala, Honduras, Nicaragua, y Costa Rica, Panamá), el Caribe (Trinidad y Tobago, Antillas Menores, Islas de Sotavento, Aruba, Antigua y Barbuda), el norte de Sudamérica (Colombia, Guayana Francesa, Surinam, Guyana, Venezuela, y el norte de Brasil).
El nombre Thecadactylus se refiere a las garras envainadas en los dedos de manos y pies, que separan la laminilla subdigital distal en todos los dedos. Neill y Allen (1962) y Russell y Bauer (2002) discutieron por qué T. rapicauda es el nombre correcto para esta especie y no el T. rapicaudus de uso frecuente.